# Baldacchino di San Pietro
Il Baldacchino di San Pietro è una delle opere più famose di Bernini che lo vede collaborare con il collega e rivale Francesco Borromini.
La struttura è un monumentale ciborio barocco all'interno della basilica di San Pietro in Vaticano, ideato nel XVII secolo per segnare il luogo del sepolcro del santo, inserendosi sullo spazio semicircolare della confessione.
Il Baldacchino del Bernini è di dimensioni considerevoli (28,5 m di altezza), nonostante le quali risulta in perfetta armonia e proporzione con l’architettura circostante; esso è situato sopra la cripta della Basilica, luogo che ora prende il nome di “Grotte Vaticane”, all’interno delle quali sono custodite le spoglie dei Papi che si sono succeduti nella storia del Vaticano (fatta eccezione per alcuni casi). 
Il Baldacchino è un arredo liturgico impiegato nella tradizione cristiana cattolica per catturare l’attenzione dei fedeli verso il punto cruciale della chiesa, fulcro della celebrazione religiosa: l’altare maggiore (dove, infatti, quest’ultimo è collocato).

## Storia

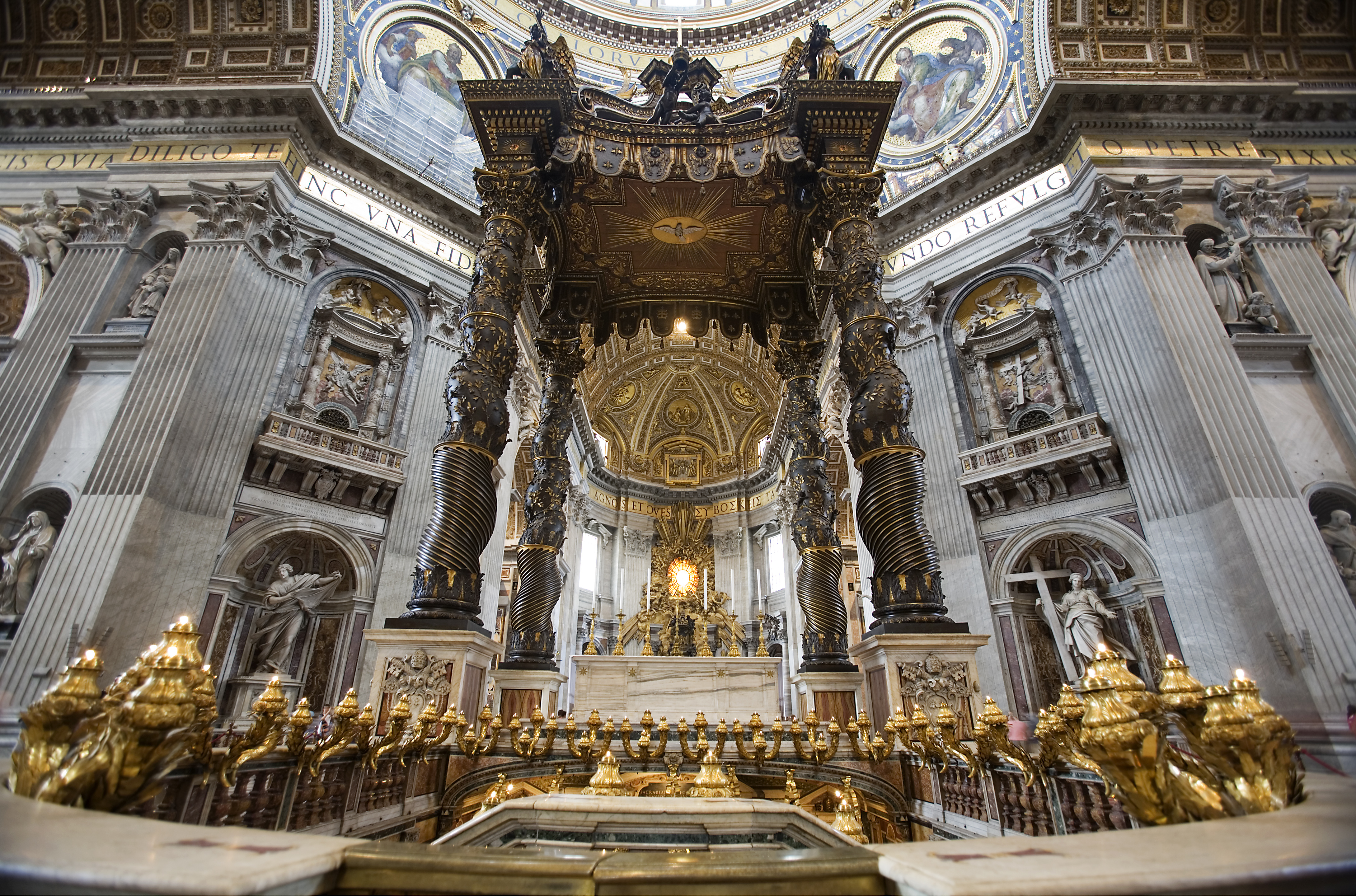
Visuale dal basso del Baldacchino

Fu realizzato da Gian Lorenzo Bernini tra il luglio 1624 e il 1633. L'incarico di realizzarlo fu la prima grande commissione pubblica che l'artista ottenne in seguito all'elezione di papa Urbano VIII nel 1623; l'opera venne inaugurata il 28 giugno 1633 dallo stesso papa.
Quella del Baldacchino è la prima opera di Bernini in cui si fondono scultura e architettura a tal punto da creare una allegorica immagine di un oggetto, un catafalco processionale di grandezza monumentale, molto più grande del solito, e che sostituisse il consueto ciborio inserendosi nello spazio in maniera innovativa e scenografica, aprendo nuove prospettive all'architettura barocca.
Quest'impresa è il risultato di un lavoro di cantiere collettivo che vide coinvolti Francesco Borromini, suo assistente per la parte architettonica, il quale partecipò alla progettazione, e altri artisti celebri come gli scultori Stefano Maderno, François Duquesnoy, Andrea Bolgi, Giuliano Finelli, Luigi Bernini (fratello di Gian Lorenzo) e una schiera di fonditori e scalpellini.
Per molto tempo fu diffusa la credenza che per realizzare l'opera fossero stati asportati e fusi gli antichi bronzi del Pantheon, consistenti nelle massicce travature del pronao. La scellerata decisione ispirò la celebre pasquinata Quod non fecerunt barbari, fecerunt Barberini ("ciò che non fecero i barbari, fecero i Barberini") con la quale si voleva sottolineare la smisurata ambizione della famiglia del pontefice che, pur di autocelebrarsi con monumenti spettacolari, spendeva cifre enormi e neppure si fermava di fronte al danneggiamento di uno dei monumenti più importanti dell'antica Roma. L'autore della celebre "pasquinata" è stato identificato dal critico d'arte de L'Osservatore Romano, Sandro Barbagallo, in monsignor Carlo Castelli, ambasciatore del Duca di Mantova. A certificarne l'identificazione è il diario dello stesso Urbano VIII, conservato nella Biblioteca Apostolica Vaticana con il nome di Codice Urbinate 1647. A pagina 576v è così scritto: Dalle lingue malediche e detrattori di fama contaminata fu decantato lo spoglio d'un ornamento antico, benché ciò sia stato vero di haver levato quel Metallo, ma estimato ancor bene e posto, per essere stata ornata la Chiesa de' SS. Apostoli, e si è visto a tempi nostri sopra di questi Critici la maledizione di Dio, perché l'Agente del Duca di Mantova che fu Detrattore di aver affissi i Cartelli di quell'infame Pasquinata da famiglia Barbera ad Barberina, egli morse d'infermità e nel letto chiese perdono a Papa Urbano Ottavo.
In realtà, il bronzo del Pantheon servì per la realizzazione di 80 cannoni di Castel Sant'Angelo. Secondo la storica americana dell'arte Louise Rice, docente alla New York University e specialista del Seicento italiano, la versione dei fatti «fu appositamente confezionata dalla propaganda papale. Si trattò, insomma, di una falsa notizia costruita ad arte.»

## Descrizione
(Gabriele D'Annunzio, In San Pietro, da Elegie romane)

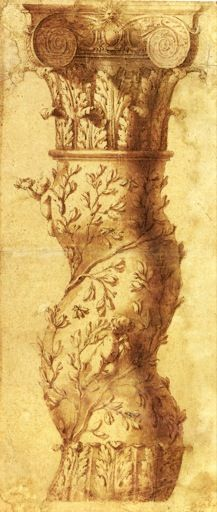
Disegno di colonna tortile per il Baldacchino di San Pietro

Le caratteristiche colonne tortili, alte 11 metri, sono composte di tre rocchi ciascuna, a cui si aggiungono i capitelli compositi e gli alti basamenti in pietra, su cui sono raffigurate le fasi di un parto tramite le espressioni di un volto femminile, all'interno dello stemma papale di papa Urbano VIII Barberini. Le colonne sono congiunte alla trabeazione attraverso quattro dadi di matrice brunelleschiana, che conferiscono al monumentale baldacchino un aspetto più slanciato, ispirando un senso di grande leggerezza. Sono inoltre tortili, ad imitazione e richiamo della pergula della vecchia basilica di San Pietro, a loro volta ispirate al Tempio di Salomone. Sono attraversate da elementi naturalistici bronzei come tralci di lauro (che alludono alla passione di papa Urbano VIII per la poesia), lucertole (simbolo di rinascita e di ricerca di Dio) ed api, che fanno parte dello stemma della famiglia papale (quella dei Barberini) e che si trovano anche nei basamenti marmorei.
Questi quattro pilastri sono collegati da una trabeazione concava tipica del Barocco. L'elica scultorea formata dalle colonne tortili suggerisce un movimento ascendente che va dal basso verso l'alto in direzione della cupola di Michelangelo. 
Per la parte superiore fu adottata la struttura a dorso di delfino, al fine di alleggerirne l'aspetto, e si aggiunsero statue (disegnate da Francesco Borromini) di angeli e putti che reggono festoni, mentre i drappi sotto la trabeazione sono in movimento come mossi dal vento. A sottolineare la commissione di un papa afferente alla famiglia Barberini, il Bernini pose su uno dei lati del baldacchino un putto che alza al cielo un enorme corpo d'ape rovesciato; in cima fu collocato il globo con la croce; le statue sono animate in senso barocco e sono impreziosite cromaticamente, come il resto dell'opera, dall'uso della doratura.
All'interno di questa struttura architettonica, Bernini unisce, grazie alla grande maestria che lo contraddistingue, due elementi liturgici:
- il ciborio, un antico arredo liturgico di origine paleocristiana.

- il baldacchino processionale, elemento di legno leggero utilizzato per portare i santi in processione.

L'unione di questi due elementi si evince dal fatto che l’artista riesce a conferire all'opera la monumentalità di una struttura architettonica e la leggerezza di un baldacchino processionale, grazie all'utilizzo di materiali specifici e virtuosismi tecnici portati alla loro massima espressione formale.
È possibile inoltre ammirare delle copie del Baldacchino (simili, ma di dimensioni minori) presso la Cattedrale di San Feliciano di Foligno, la Cattedrale di San Vigilio di Trento,  la chiesa di Santa Reparata di Atri e la Cattedrale di Maria Regina del Mondo (Montréal) a Montréal